# Звертс, Франк
Гийом Франсуа (Франк) Звертс (фр. Guillaum François (Frank) Zweerts, 29 июня 1943, Хилверсюм, Нидерланды) — нидерландский хоккеист (хоккей на траве), нападающий.

## Биография
Франк Звертс родился 29 июня 1943 года в нидерландском городе Хилверсюм.
Играл в хоккей на траве за «Стихтсе» из Билтховена.
В 1964 году вошёл в состав сборной Нидерландов по хоккею на траве на Олимпийских играх в Токио, поделившей 7-8-е места. Играл на позиции нападающего, провёл 6 матчей, забил 8 мячей (три в ворота сборной Бельгии, по два — Канаде и Гонконгу, один — Кении).
В 60-е годы провёл за сборную Нидерландов 52 матча.

## Семья
Младший брат Франка Звертса Йерун Звертс (род. 1945) также выступал за сборную Нидерландов по хоккею на траве, в 1972 году участвовал в летних Олимпийских играх в Мюнхене, в 1973 году стал чемпионом Европы.